# Cagnoncles
Cagnoncles település Franciaországban, Nord megyében. Lakosainak száma 662 fő (2022. január 1.). Cagnoncles Naves, Carnières, Cauroir, Escaudœuvres és Rieux-en-Cambrésis községekkel határos.

## Népesség
A település népességének változása:
| Lakosok száma | 576  | 596  | 614  | 611  | 614  | 618  | 621  | 645  | 662  |
|               | 2013 | 2015 | 2016 | 2017 | 2018 | 2019 | 2020 | 2021 | 2022 |